# Мінерали-геологічні барометри
Мінерали-геологічні барометри (рос. минералы-геологические барометры, англ. minerals-geological barometers) — мінерали, які дозволяють встановлювати тиск, що існував під час їх утворення.